# Halipuszta megállóhely
Halipuszta megállóhely egy megszűnt vasúti megállóhely, melyet a MÁV üzemeltetett a Győr-Moson-Sopron vármegyei Felpéc településen. A megállóhelyet 2019. december 15-étől vették ki a személyforgalmi menetrendből, az alacsony kihasználtságra hivatkozva.
A megállóhely Felpéc központjától bő 3 kilométerre nyugatra helyezkedik el, a névadó Halipuszta külterületi településrésztől mintegy 400 méterre keletre, közvetlenül a 8307-es út vasúti keresztezésének déli oldalán, közúti megközelítését tehát az említett út biztosítja.

## Vasútvonalak
A megállóhelyet az alábbi vasútvonalak érintik:
- Győr–Celldömölk-vasútvonal

## Kapcsolódó állomások
A megállóhelyhez az alábbi állomások vannak a legközelebb:
- Győrszemere vasútállomás
- Gyömöre-Tét megállóhely

## Forgalom
A megállóhely megszüntetése előtt a Győr és Celldömölk között közlekedő személyvonatok álltak itt meg.